# Real+
Real+ é quarto EP da cantora sul-coreana IU. Foi lançado em 16 de fevereiro de 2011 pela LOEN Entertainment.

## Faixas
| N.º            | Título                                              | Duração |  |
| 1.             | "The Story Only I Didn't Know" (나만 몰랐던 이야기) | 3:25    |  |
| 2.             | "Cruel Fairytale" (잔혹동화)                        | 3:45    |  |
| 3.             | "The Story Only I Didn't Know" (com Kim Gwang-min)  | 3:19    |  |
| Duração total: | Duração total:                                      | 10:29   |  |

## Desempenho nas aradas
| País          | Parada                     | Melhor posição | Vendas  |
| ------------- | -------------------------- | -------------- | ------- |
| Coreia do Sul | Gaon Weekly Albums Chart   | 2              | 23,508+ |
| Coreia do Sul | Gaon Monthly Albums Chart  | 4              | 23,508+ |
| Coreia do Sul | Gaon Year-End Albums Chart | 69             | 23,508+ |